# Försvarsberedningen
Försvarsberedningen är ett forum där Sveriges regering och de politiska partierna i riksdagen kan samråda inom Sveriges säkerhets- och försvarspolitik. Syftet är att nå en bred enighet om hur Sveriges säkerhets- och försvarspolitik ska utformas.
Försvarsberedningen består av ledamöter från de åtta riksdagspartierna, sakkunniga och experter samt ett sekretariat. Socialdemokraterna, Sverigedemokraterna och Moderaterna har två ledamöter vardera och övriga partier en ledamot. Sakkunniga och/eller experter medverkar från justitie-, utrikes-, försvars- och finansdepartementen samt Försvarsmakten, Försvarets materielverk och Myndigheten för samhällsskydd och beredskap. Sekretariatet leds av huvudsekreteraren som till sitt stöd har fyra sekreterare.[källa behövs]

## Ledamöter
Försvarsberedningens ledamöter var 2022:
- Riksdagsledamot Hans Wallmark (M), ordförande
- Riksdagsledamot Peter Hultqvist (S)
- Riksdagsledamot Morgan Johansson (S)
- Riksdagsledamot Sven-Olof Sällström (SD)
- Riksdagsledamot Lars Wistedt (SD)
- Riksdagsledamot Jörgen Berglund (M)
- Riksdagsledamot Hanna Gunnarsson (V)
- Riksdagsledamot Mikael Larsson (C)
- Riksdagsledamot Emma Berginger (MP)
- Riksdagsledamot Anna Starbrink (L)

## Historia
Det har funnits tidigare försvarsberedningar bland annat fyra kommittéer mellan oktober 1911 och februari 1914 under statsminister Karl Staaff.